# サイクルトレイン

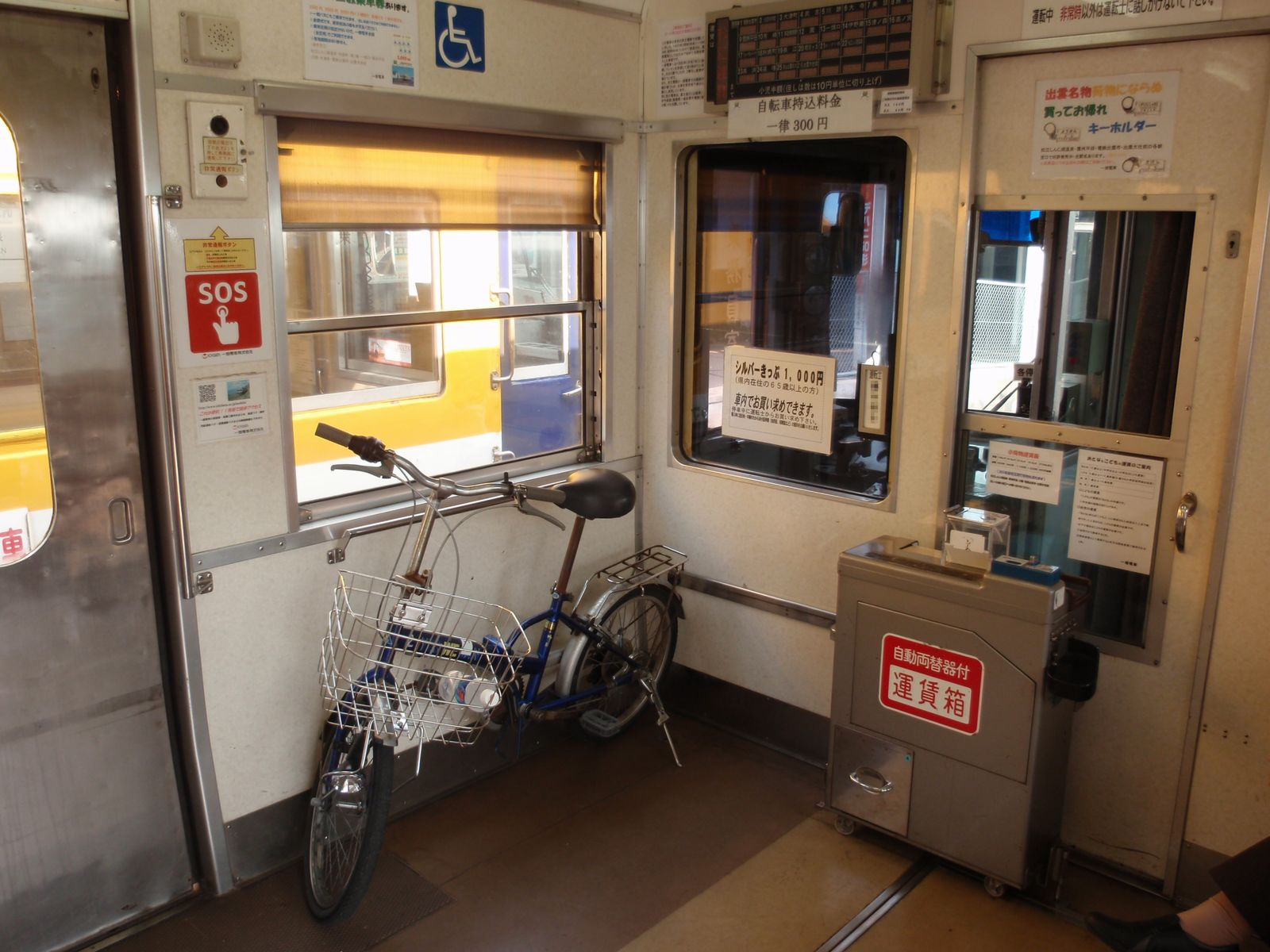
車内に持ち込みされた自転車（一畑電車）

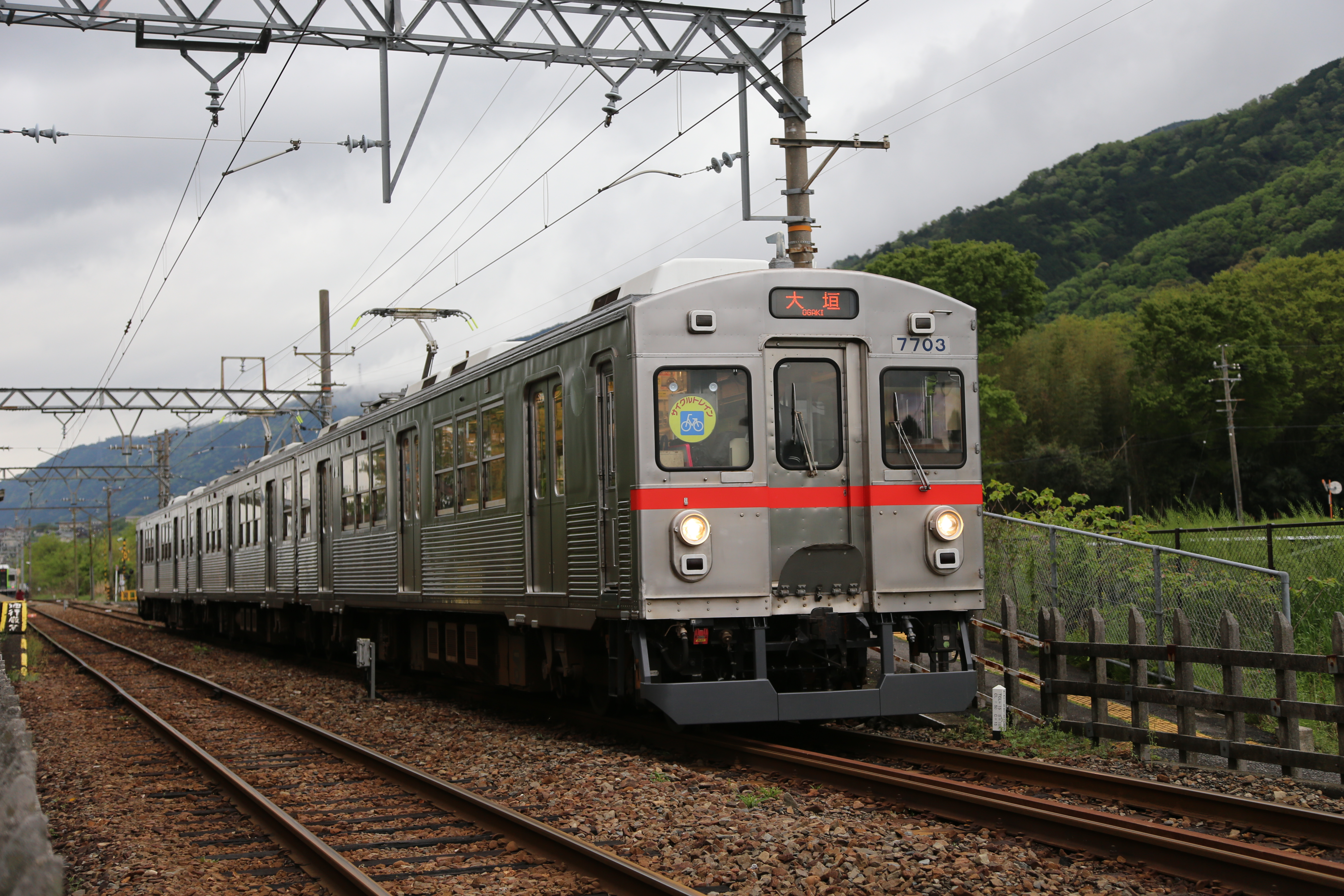
「サイクルトレイン」を標示した列車（養老鉄道）

サイクルトレインとは自転車を鉄道車両内に、輪行状態ではなく解体せずに持ち込むことができるサービスである。なお路線バスにおける同様のサービスを、サイクルバスという。

## 概説
自転車を解体することなく列車内に持ち込むことができるという点で、解体して専用の袋に詰めて持ち込む輪行とは異なる。解体が困難なシティサイクルなどでも持ち込むことが可能で、出発地から近くの駅まで自転車で移動し、その自転車を持ち込んで列車に乗車し、目的地の近くの駅で下車してすぐに自転車に乗り移動することができる。
日本では近年、地方の中小私鉄が利用促進のために実施している例が増えているが、大手私鉄でも、近畿日本鉄道（当時）の伊賀線、養老線（それぞれ伊賀鉄道、養老鉄道として分離後も継続）吉野線や、名古屋鉄道の蒲郡線、西尾線の一部で期間を定めて行っていた。現在でも西武多摩川線や近鉄山田線、鳥羽線、志摩線等通年実施に踏み切った例がある。
実施日・実施時間が概ね平日の昼間や土・休日などの閑散日・時間帯に限定されている場合が多い。また実施している路線であっても、階段がある等の理由で一部の駅では利用できない場合がある。運賃とは別に持ち込み手荷物料を収受する事業者と、手荷物料を収受しない事業者がある。事前申し込みが必要な場合もある。これらの取扱いは鉄道事業者や路線によってそれぞれ異なっている。
欧州諸国（特にドイツ）では自転車を車内に持ち込むことができる事例が広範にあり、坂道を走るケーブルカーにそのような事例が多い。
2023年5月に国土交通省自転車活用推進本部はサイクルトレイン・サイクルバス導入の事例集を発表した。12月には鉄道局にWebページが開設された。
以下に挙げている路線・事業者の一覧では、日本国内の事例のみについて記している。

## 実施している、または実施したことのある鉄道会社
主に国土交通省の「サイクルバス・サイクルトレイン導入の手引き」に基づく

### 常時実施されている路線

#### JR各社
- 東日本旅客鉄道（JR東日本）
水郡線・2021年5月1日から10月17日までと同年11月27日から2022年3月27日までの土休日。
  - 上菅谷駅から磐城棚倉駅および上菅谷駅から常陸太田駅の区間。輪行袋を使わずに乗車できるのは上菅谷駅、常陸大子駅、常陸大宮駅、磐城棚倉駅、常陸太田駅の5駅となっている。持ち込み料金は無料だが、Webで事前登録が必要[4][5]。
  - 2022年4月から通年で本格実施。磐城石川駅まで延長[6]。
  - 総武本線・内房線・外房線・成田線
2018年1月よりサイクルスペース付きの専用車両「BOSO BICYCLE BASE」を使用した臨時列車において自転車を持ち込むことができる[7][8][9]。
  - 久留里線 木更津駅から久留里駅まで、菜久留トレインと称し、B.B.BASE鹿野山の乗り継ぎのみ[10]。
  - 常磐線
2023年10月1日から12月17日までの土曜休日(一部除く)上下2本ずつで実施。「 いばらきデスティネーションキャンペーン」期間の限定実施。
上野駅とナショナルサイクルルート「つくば霞ヶ浦りんりんロード」のゲートウェイ施設プレイアトレ土浦のある土浦駅でのみ乗降可能。乗車には輪行バッグの携行が必須である他、上野駅は公園改札口のみが利用可能。首都圏のJR線定期列車では初めての実施であった。
2024年6月より土休日の上下2本ずつで通年化。専用Webサイトでの予約が必要[11]。
- JR西日本（きのくに線）紀勢本線[12][13]
2021年12月1日（御坊駅から紀伊田辺駅間は2022年4月1日）から実施。
御坊駅から新宮駅間（全駅対象）における普通列車が対象。持ち込み料金や事前予約は不要だが、自転車の固定具が必須。
2022年10月1日からは同区間を運行するくろしおもくろしおサイクルとして白浜駅・串本駅・紀伊勝浦駅・新宮駅の4駅間における乗降のみ利用可能となった（一部除外日あり）[14]。
普通列車は2022年まで平日9時以降（土・休日はすべて）が対象だったが、2023年からは朝通学混雑列車以外が対象となっている（朝通学混雑列車も日曜・休日・学校の長期休暇期間は対象となっている）。
2023年8月21日からは和歌山駅から御坊駅までの間を事前予約制で一列車3台までのサービスが開始[15]。
JR東海の新宮駅-紀伊長島駅間でも2025年3月15日から2025年7月21日の土日祝、普通全列車を対象に試験サービスが行われる[16]。
- JR西日本和歌山線
わかやま線サイクルトレインプラスとして、土日祝日のみの実施でWebサイトでの事前予約制。乗降可能駅は和歌山駅、岩出駅、粉河駅、橋本駅、五条駅 [17]2024年9月試験実施、2025年3月16日から本実施。
- JR西日本山陽本線 宇野線
ラ・マル・ド・ボァ　ラ・マルせとうちおよび、ラ・マルしまなみのみ。利用には全席グリーン指定席の上に先着で無料で発行される専用切符が必要。
- JR西日本山陰本線
鳥取うみなみサイクルトレインとして、鳥取駅-米子駅間　2025年4月から土休日(12月〜2月は対象外) 要予約で持ち込み料あり[18][19]。

#### 北海道・東北
- 津軽鉄道
  - 津軽鉄道線 津軽中里駅 - 津軽五所川原駅間 料金290円、4月1日から11月30日 全時間帯
- 弘南鉄道
  - 大鰐線 大鰐駅 - 中央弘前駅間 無料 4月1日から11月30日の沿線イベントの時を除く、平日は時間制限あり。
  - 弘南線 弘前駅 - 黒石駅 間  4月1日から11月30日の沿線イベントの時を除く土休日
- 三陸鉄道
  - リアス線 盛駅 - 久慈駅 間 料金290円、要予約、時間制限あり
- 由利高原鉄道
  - 鳥海山ろく線 矢島駅 - 薬師堂駅間 無料 4月1日から10月31日のイベント車両連結編成以外。要予約
- 秋田内陸縦貫鉄道
  - 秋田内陸線 西鷹巣駅 - 角館駅 無料（2023年から有料260円[20]） 5月8日から9月30日の観光列車を除く 時間制限あり 要予約
- 阿武隈急行
  - 阿武隈急行線 福島駅 - 槻木駅間 平日時間制限あり、土休日の基本的に全列車
- 福島交通 飯坂線
  - 平日
    - （下り）福島発 9時30分-13時50分、（上り）飯坂温泉発 10時55分-15時30分

  - 土日祝日
    - （下り）福島発 9時32分-13時50分、（上り）飯坂温泉発 10時55分-15時30分
- 会津鉄道 会津線
  - 西若松駅 - 会津田島駅 間 4月29日から5月8日 8月10日から8月17日 10月1日から11月30日 12月26日から1月10日を除く通年 一部観光列車は不可

#### 関東
- 関東鉄道
  - 常総線の水海道駅 - 大田郷駅間。9時30分から14時30分で実施。
  - 竜ヶ崎線の全線。竜ヶ崎駅 9時11分発 - 佐貫駅 15時21分発の列車で実施。
- 野岩鉄道 会津鬼怒川線
  - 指定列車（普通列車）のみ。新藤原駅・川治湯元駅・湯西川温泉駅・会津高原尾瀬口駅でのみ乗降可能。事前申し込みが必要。持ち込み料は無料。
- 上毛電鉄 上毛線
2004年4月1日より開始。平日の上りが中央前橋駅 8時17分発から終電まで、下りは西桐生駅 8時19分発から終電までで実施。土・休日、春・夏・冬休みは終日全列車で実施。持ち込み料は無料。
- 上信電鉄 上信線
高崎駅、吉井駅、上州福島駅、上州富岡駅、下仁田駅で、指定列車でのみ実施。利用駅への事前連絡が必要。持ち込み料は無料。
- 東武鉄道
  - 東武日光線 東武鬼怒川線
2023年4月8日から通年 4月27日～5月7日　8月9日～8月16日  10月15日～11月23日を除く
下今市駅から東武日光駅　下今市駅 から鬼怒川温泉駅　これらの駅のみで上下車可能。
- 西武鉄道
  - 池袋線・西武秩父線 石神井公園駅-飯能駅、西武秩父駅 土休日に運行される指定列車のみ、要予約
  - 多摩川線

2021年7月1日から3か月間、SDGsの取り組みとして実証実験を行い[21]、10月1日から本実施した[22]。持ち込みは無料。平日9時 - 17時と、土休日は終日利用可能。1編成8台まで[23]。
持ち込み料無料。
- 秩父鉄道 秩父本線
2010年、1月から3月の試行期間を経て12月31日まで実施されたのち、2011年1月1日からは通年実施としている。実施区間は平日が波久礼駅 - 三峰口駅間、土・休日は御花畑駅 - 三峰口駅間。ただし多客時期など一部除外日がある。利用できる時間、駅は限られている。利用時間内でも、一部の普通列車や急行「秩父路」「SLパレオエクスプレス」、西武鉄道との直通列車などは対象外となる。持ち込み料は無料。
- 小湊鉄道
2010年4月3日より開始。土・休日の対象列車（上下2本ずつ）のみで実施。事前申し込みが必要。持ち込み料は無料。
- いすみ鉄道
終日、全区間にて実施。持ち込み料210円。
- 御岳登山鉄道 全線 260円

#### 甲信越
- 富士山麓電気鉄道
  - 富士急行線 大月駅 河口湖駅  多客期以外
- アルピコ交通
  - 上高地線 北新・松本大学前駅から新島々駅 専用乗車券 3月22日から11月30日の間の特定日
- えちごトキめき鉄道
  - 日本海ひすいライン直江津駅から市振駅 時間制限あり 290円 4月20日から11月30日
  - 妙高はねうまライン直江津駅から北新井駅 時間制限あり 290円 4月20日から11月30日

#### 東海・北陸
- 伊豆箱根鉄道 駿豆線
三島広小路駅、原木駅、牧之郷駅を除く各駅。2016年12月1日より実証実験経て2017年4月1日より通年実施としている[24]。平日は9時ごろから14時ごろ。土日祝日は7時ごろから17時ごろで実施。1列車あたり6台まで。特急踊り子号では実施しない。
- 伊豆急行 伊豆急行線
南伊東駅 - 伊豆急下田駅間（伊豆大川駅、伊豆北川駅、稲梓駅は除く）。ゴールデンウィーク等の連休を除く毎日、指定の8000系普通列車のみ利用可能[25]。
特急・快速列車、2100系「リゾート21」普通列車は利用できない。1列車最大6台まで。持ち込み料は無料。
- 養老鉄道 養老線
全線。平日は9時頃-15時頃の指定列車、土・休日は終日全列車の進行方向2両目で実施。持ち込み料は無料[26]。その他、有償でレンタサイクルも行っている[27]。
- 長良川鉄道
多客期を除く平日の 関駅08時37分発美濃白鳥駅10時08分着、土休日 前平公園駅時6：28分発北濃駅8時38分着の列車が対象。乗車駅は問わない。前々日までの予約が必要[28]。
- 豊橋鉄道 渥美線
2011年9月17日より実施。通年で土・休日は終日、全線にて利用可。ただし、イベント時など混雑時は除く。持込料は100円[29]。
2017年7月3日より通年で平日も時刻表発車時刻10時00分発-14時59分発までの全線で利用可[30]。
- 近畿日本鉄道 山田線・鳥羽線・志摩線[31]
松阪駅 - 賢島駅（松阪駅 - 五十鈴川駅間は土休日のみ）の一部を除く駅間において一部の普通列車のみ利用可能。乗車は先頭から2両目のみ。持ち込み料金や事前予約は不要だが、自転車の固定具が必須（有人駅であれば貸出あり）。
- 三岐鉄道 三岐線
大矢知駅 - 三里駅間では土・休日の終日と春・夏・冬休みの9時00分-16時00分、三里駅 - 西藤原駅では全日の終日で実施（多客期は除く）。持ち込み料は無料だが、先頭車両に限られる[32]。
- 四日市あすなろう鉄道
  - 内部線（あすなろう四日市～日永）・八王子線 土休日のあすなろう四日市及び西日野を10時00分-15時00分に発車する列車が対象[33]。
- 伊賀鉄道 伊賀線
新居駅 - 比土駅間。多客日を除き、平日は9時頃-16時頃、土・休日は終日実施。持ち込み料は無料。4人以上のグループで利用する際には事前申し込みが必要[34]。
- あいの風とやま鉄道
あいの風とやま鉄道線 あいの風サイクルトレイン 1000円 運行日限定 要予約
- 富山地方鉄道
- 万葉線 高岡駅から越ノ潟駅 3月16日から11月30日 要予約、アイトラムのみ
- 北陸鉄道
  - 石川線 2000年7月25日より開始[35]。全駅で利用可能で実施期間は3月20日から11月30日（12月1日から3月19日は除く）。雨天中止。平日は下りが野町駅 9時15分 - 15時32分発、上りは鶴来駅 9時11分 - 15時30分発の列車、土・休日は終日すべての電車で実施・持ち込み料は無料。ただし、自転車の持ち込みは列車の進行方向の2両目となる。
  - 浅野川線 北鉄金沢駅と内灘駅のみ利用可能でこれ以外の駅では乗降できない。3月16日から11月30日（12月1日から3月15日は除く）。雨天中止。平日は下りが北鉄金沢駅 9時01分 - 15時24分発、上りは内灘駅 9時01分 - 15時24分発の列車、土・休日は終日すべての電車で実施・持ち込み料は無料。ただし、自転車の持ち込みは列車の進行方向の2両目となる。
- 明知鉄道
恵那駅から明智駅土日祝のみ、三日前の予約が必要300円

#### 近畿
- 近江鉄道 本線（彦根駅を除く）、多賀線
平日の9時から16時と土・休日の終日（年末年始は除く）で実施。持ち込み料は無料。
- 信楽高原鐵道 信楽線
信楽駅 - 貴生川駅間 10時00分-15時30分、貴生川駅および3台以上は事前予約が必要。
- 近畿日本鉄道 田原本線[36]
9時台 - 15時台に発車する列車が対象。西田原本駅 - 新王寺駅間
- 京都丹後鉄道
  - 宮舞線・宮豊線 西舞鶴駅から豊岡駅 指定列車のみ要予約
- 水間鉄道 水間線
貝塚駅 - 水間観音駅間。日曜日の10時から16時の間の列車。ただし、1列車4台まで。予約が必要。持ち込み料は無料（国交省の文書のリストにはないが、事業者のページにはある）。

#### 中国・四国
- 一畑電車
終日、全区間にて実施。持ち込み料300円（5枚綴りの回数券あり）。
- 井原鉄道
  - 井原線 神辺駅-総社駅間 無料、指定列車のみ。要予約
- 伊予鉄道
郊外線のみ。イベント開催日を除く土・日・祝日に終日実施。持ち込み料は280円。予約はできず、1列車につき先着10台までとなっている。
- 土佐くろしお鉄道
  - 中村線・宿毛線 窪川駅から宿毛駅 指定列車のみ、要予約。

#### 九州
- 西日本鉄道
  - 天神大牟田線 西鉄福岡（天神）駅-大牟田駅 持ち込み料300円、土休日の指定列車のみ LINEによって要予約
- 松浦鉄道 西九州線
伊万里駅 - 佐世保駅間。 土・休日と春・夏・冬休み、ゴールデンウィーク期間の指定列車で実施。フリー切符または往復乗車券を所持している旅客のみ利用可能。
- 島原鉄道
  - 島原鉄道線 諫早駅から島原港駅 専用チケット要、土休日の指定列車のみ。要予約。
- 熊本電気鉄道
全線。平日・土曜日は9時から15時30分まで、日曜・祝日は終日。ただし、列車に多人数の団体が乗車している場合や悪天候時は利用を断られることもある。持ち込み料は無料。
- くま川鉄道
全線。自転車1台につき、乗車券とは別に手廻料金260円が必要。くま川鉄道への連絡が必要。朝夕の利用者の多い時間帯は同乗できない場合があるとされるが、駅での混雑時でなければ確認でも乗れるようである。
- 肥薩おれんじ鉄道
  - 肥薩おれんじ鉄道線 八代駅から上川内駅間 平日の一部列車と、土休日の全列車

#### 廃止路線での過去の実施例
以下の会社では自社線での自転車の持ち込みが可能であった。
- 西大寺鉄道
戦前から自転車の持ち込み（客車のデッキや気動車の荷台等に積載）が有料で認められており、自転車用の定期券も存在した。
- 鹿島鉄道
平日の9時30分から15時まで、土・休日の終日で実施。列車内に自転車を1台まで無料で持ち込むことができた。

### 臨時列車でのみ実施
- 北海道旅客鉄道（JR北海道）
1997年6月から数年間、夏季の土日祝日に固定具を装着した専用車両を1日1往復で運行し、事前予約制で実施。初年度には、湿原号（釧路駅-川湯温泉駅）、原生花園号（北見駅-斜里駅）、駒岳号（函館駅-森駅）、ニセコ号（白石駅-ニセコ駅）が運行した[37]。
2010年8月29日-30日には「夏のニセコ満喫号」（札幌駅-ニセコ駅）が運行した[38]。
- 九州旅客鉄道（JR九州） 豊肥本線
快速列車「あそ1962」の運転日（2006年から2010年の主に土休日）に当該列車でのみ実施。

### 期間を設けての実施
通年実施に移行したものや冬期のみ休止のものは「常時実施されている路線」の節も参照。
- 四国旅客鉄道（JR四国） 予土線
1999年7月17日から8月31日までの上り3本・下り4本で実施。
大輪田駅、佐味田川駅を除く全駅で利用可能。乗車は先頭から2両目のみ。持ち込み料金や事前予約は不要だが、自転車の固定具が必須。
- 京成電鉄
1957年より休日に自転車を持ち込める「サイクリング列車」を運転[39]。終了時期不明。

### 試験的に実施
- 福岡市営地下鉄 箱崎線
1999年11月21日から翌年1月30日の年末年始以外の日曜・祝日の10時から15時までの限定で、呉服町駅以東の各駅（箱崎宮前駅除く）の1号車（呉服町方先頭車）で実施されていた[40]。
- アルピコ交通 上高地線
2005年6月20日から2014年3月14日までの間、試行。新島々駅、波田駅、西松本駅のみで実施し、事前の利用登録、電話予約申し込みが必要。平日朝の一部列車では利用できなかった[41]。
- 名古屋鉄道 西尾線（西尾～吉良吉田）及び蒲郡線の一部
2007年3月1日から5月31日の間「サイクルトレイン」の試験運用があり、両端の西尾・蒲郡とこどもの国では乗降不可、乗車時間は9時00分 - 14時00分（土休日は16時00分）に限定されていた[42]。
- 長野電鉄 屋代線（2012年廃線）
2010年7月の1か月間、社会実験として昼間の時間帯にサイクルトレインを運用した。
- 四国旅客鉄道
  - 予土線 2026年3月1日までの一部の日、車両を除いた土休日 全線 [43]　[44]
  - 予讃線 2026年3月1日までの土休日 松山駅から伊予西条駅間 えひめしまなみリンリントレイン　乗降可能な駅は松山駅、三津浜駅・伊予北条駅・波止浜駅・今治駅・壬生川駅・伊予西条駅[45]

### イベントに合わせた実施
沿線で行われるイベントに合わせて列車が設定されるケース。イベントの参加・不参加と列車の利用申し込みは別々。
- 「サイクルタウン香川 自転車ワールドフェスタ2008」に合わせた実施
2008年10月11日から13日、香川県高松市のサンポート高松で開催。サイクルトレインの運行は13日のみ。両社先着50名の事前予約制、持ち込み料は無料[46]。
  - JR四国 土讃線
10月13日に 高松駅 - 琴平駅間で1往復運行。利用可能駅は坂出駅、丸亀駅。
  - 高松琴平電気鉄道 琴平線
仏生山駅 - 琴電琴平駅間で行き1本、帰り2本の運行。両駅でのみ利用可能。
- 特定非営利活動法人「シクロツーリズムしまなみ」の主催するツアーに合わせた実施
  - JR四国 予讃線
2010年の4、5月および10、11月の数日に松山駅 - 波止浜駅間で「サイクルトレインしまなみ」を1往復運転。先着30名の事前予約制。持ち込み料は無料。2011年は4月から11月の毎月約1回、1往復運行予定。
- 「Station Ride in 南房総」に合わせた実施
JR東日本が主催し、千葉県館山市・南房総市で行われるサイクリングイベント。2013年より毎年10月に開催。
  - JR東日本 総武本線・内房線
両国駅 - 和田浦駅・館山駅間で毎年1往復のみ運行。団体列車としての運行で、旅行商品への申し込みが必要（イベントへの参加は必須ではない）[47]。千葉駅からも利用可能だが、輪行袋に入れる必要あり。
209系を使用して運行される。

### イベントと一体で実施
列車の運行がサイクリングイベントと一体となっているケース。イベントの参加と共に利用可能で、サイクルトレインのみの利用はできない。
- 「秩父サイクルトレイン」においての実施
埼玉県秩父市で行われるサイクリングイベント。これまで2007年11月18日、2008年5月18日、11月16日、2009年11月15日、2010年11月14日、2011年10月22日、2012年10月21日の計7回開催されている。西武鉄道は毎回、秩父鉄道は第5回から臨時列車を運転。両社、各回とも事前申込・定員制で応募が多い場合は抽選[48][49]。
  - 西武鉄道
池袋駅 - 西武秩父駅間で臨時列車を1往復運転。池袋駅からのほか、秋津駅からも乗車可能。以前は練馬高野台駅からの乗車も可能だった。
  - 秩父鉄道
熊谷駅 - 御花畑駅間で臨時列車を1往復運転。熊谷駅からのみ乗車可能。第6回から羽生駅からの参加が可能となった。第6回は熊谷駅までは定期列車の先頭車両に乗せ熊谷駅到着後係員の誘導で臨時列車に乗り換えた、復路は羽生駅まで運転。第7回は羽生駅から往復運転された（往路の羽生→熊谷間は定期列車として運転）
- 「東京・南会津サイクルトレイン」においての実施
2002年に始まり2010年6月までに計14回開催されているイベント。日本で初めて「首都圏からサイクリングフィールドまでサイクルトレインを運転する」というコンセプトで企画された。
  - 東武鉄道・会津鉄道
第14回イベントでは東武伊勢崎線 浅草駅から会津線 会津田島駅まで直通の臨時列車1往復のほか、会津線内でも参加者向けの臨時列車が運転されている。定員は120名。
- 「ながとブルーオーシャンライド」においての実施
  - ながとブルーオーシャンライド・mini2023（2023年3月）
往路（道の駅センザキッチン→元乃隅神社→菓子処だるま堂→角島大橋）は自転車で移動し、復路の一部（JR西日本 山陰本線 阿川駅→仙崎駅）はサイクルトレイン方式の列車に乗車する形式で実施された[50]。
  - ながとブルーオーシャンライドwith秋吉台2023（2023年10月）
当初、トレイン（ショート）コースでサイクルトレインの利用（JR西日本 美祢線 於福駅→山陰本線 仙崎駅）が予定されていたが、同年6月の美祢線の大雨被災に伴う運休により、西鉄バスのサイクルバス利用に変更された[51]。
  - ながとブルーオーシャンライド・mini2024（2024年3月）
往路（ルネッサながと→津雲集落センター→三見駅→東萩駅）は自転車で移動し、復路の一部（JR西日本 山陰本線 東萩駅→仙崎駅）はサイクルトレイン方式の列車に乗車する形式で実施された[52]。